# Mont Tétreault
Mont Tétreault är ett berg i Kanada.   Det ligger i provinsen Québec, i den sydöstra delen av landet, 300 km nordost om huvudstaden Ottawa. Toppen på Mont Tétreault är 297 meter över havet, eller 156 meter över den omgivande terrängen. Bredden vid basen är 9,2 km.
Terrängen runt Mont Tétreault är huvudsakligen platt. Runt Mont Tétreault är det mycket glesbefolkat, med 6 invånare per kvadratkilometer.. Närmaste större samhälle är Saint-Tite, 18,9 km sydväst om Mont Tétreault. 
I omgivningarna runt Mont Tétreault växer i huvudsak blandskog.